# Aphaenina madagascariensis
Aphaenina madagascariensis är en insektsart som beskrevs av John Obadiah Westwood 1851. Aphaenina madagascariensis ingår i släktet Aphaenina och familjen lyktstritar. Inga underarter finns listade i Catalogue of Life.